# Заборављени умови Србије
„Заборављени умови Србије” је српска телевизијска серија снимљена 2007. године у продукцији Телевизије Београд.
Серија је реализована по идеји Николе Миркова, а на темељу идејног концепта и режије Петра Станојловића.

## О серији
Редитељ Петар Станојловић је о серији рекао да се бави приказом биографија великих људи, које је национална историја због сплета околности заобишла.
Ова играно-документарна серија, јесте телевизијска рехабилитација једног броја значајних личности у историји Србије, које су из било ког разлога остале заборављене, непризнате, чији је значај занемарен, а чија имена не значе готово ништа широј културној јавности, и друштву у целини. Приче о тим људима, њиховим животима и делима, бар мало ће подсетити на њихов значај.

## Награде
Овом пројекту, 2008. године додељена је Вукова награда за допринос култури, тиме потврдивши улогу и важност серијала "Заборављени умови Србије".

## Приказане личности
Серија је приказала следеће личности:
- Милан Ђ. Милићевић, друштвено-културни радник
- Јован Радонић, историчар
- Станоје Станојевић, историчар
- Љуба Стојановић, политичар и филолог
- Иван Ђаја, физиолог
- Милан Влајинац, агроном
- Владимир Дворниковић, филозоф и етнопсихолог
- Коста Стојановић, политичар и математичар
- Александар Соловјев, правник
- Божидар Кнежевић, филозоф
- Радослав Грујић, теолог
- Ђорђе Јоановић, патолог
- Драгољуб Јовановић, политичар и филозоф
- Ђорђе Станојевић, научник
- Јован Миодраговић, педагог
- Михаило Валтровић, историчар уметности, археолог
- Ђорђе Радић, агроном
- Владимир Карић, географ и политичар
- Лазар Пачу, министар финансија
- Димитрије Митриновић, авангардни критичар
- Веселин Чајкановић, историчар религије

## Епизоде
| Назив                             | Датум             |
| --------------------------------- | ----------------- |
| Владимир Дворниковић              | 24. марта 2007.   |
| Милан Влајинац                    | 27. маја 2007.    |
| Коста Стојановић                  | 10. јануара 2008. |
| Јован Радонић                     | 13. априла 2008.  |
| Иван Ђаја                         | 18. маја 2008.    |
| Љубомир Стојановић                | 26.октобра 2008.  |
| Станоје Станојевић                | 23.новембра 2008. |
| Милан Ђ. Милићевић                | 21.децембра 2008. |
| У име народа                      | 25. марта 2015.   |
| Човек који је (пр)осветлио Србију | 1. априла 2015.   |
| Учитељ са великим У               | 1. априла 2015.   |

## Улоге
| Глумац                | Улога                                        |
| --------------------- | -------------------------------------------- |
| Небојша Дугалић       | Јован Бошковић (6 еп. 2007-2008)             |
| Андреј Шепетковски    | Љуба Недић (5 еп. 2008)                      |
| Миодраг Мики Крстовић | Отац Макарије (4 еп. 2007-2008)              |
| Ненад Гвозденовић     | Алекса Ратарац (4 еп. 2007-2008)             |
| Иван Јагодић          | Божидар Ђаја, отац (3 еп. 2008)              |
| Дамјан Кецојевић      | Илија (3 еп. 2008)                           |
| Слободан Роксандић    | Критичар 2 (3 еп. 2007-2008)                 |
| Биљана Лукић          | Босиљка (3 еп. 2007-2008)                    |
| Гордана Ђурђевић      | Лепосава Марковић, супруга (2 еп. 2007-2008) |
| Стеван Гардиновачки   | Стари Јован Радонић (2 еп. 2008)             |
| Срђан Ивановић        | Критичар 1 (2 еп. 2008)                      |
| Жељко Митровић        | Бисенић (2 еп. 2007-2008)                    |
| Милена Васић          | (2 еп. 2007-2008)                            |
| Александар Ђурица     | Кнез Михаило Обреновић (2 еп. 2008)          |
| Владимир Јелић        | Наратор (2 еп. 2008)                         |
| Калина Ковачевић      | Зорка (2 еп. 2008)                           |
| Урош Здјелар          | Милош (отац Григорије) (2 еп. 2008)          |
| Љубомир Бандовић      | Љубомир Стојановић (1 еп. 2008)              |
| Миодраг Радовановић   | Милутин Миланковић, пријатељ (1 еп. 2008)    |

 Остале улоге  ▼
| Глумац                  | Улога                                |
| ----------------------- | ------------------------------------ |
| Горан Султановић        | Милан Ђ. Милићевић (1 еп. 2008)      |
| Вера Чукић              | Гина Милићевић, супруга (1 еп. 2008) |
| Небојша Кундачина       | Ђура Даничић (1 еп. 2008)            |
| Биљана Ђуровић          | Иванка Ђаја, ћерка (1 еп. 2008)      |
| Игор Бенчина            | (1 еп. 2007)                         |
| Хаџи Александар Ђуровић | Ученик (1 еп. 2007)                  |
| Филип Вукчевић          | Ученик (1 еп. 2007)                  |
| Теодора Антанасијевић   | Вера (1 еп. 2008)                    |
| Љиљана Драгутиновић     | (1 еп. 2008)                         |
| Драгана Дугалић         | Сељанка (1 еп. 2008)                 |
| Александар Дунић        | (1 еп. 2008)                         |
| Снежана Јеремић         | Стана (1 еп. 2008)                   |
| Владимир Јевтић         | Добрило (1 еп. 2008)                 |
| Раде Марјановић         | Краљ Милан Обреновић (1 еп. 2008)    |
| Вујадин Милошевић       | Палибрк (1 еп. 2008)                 |
| Бранка Пујић            | Марија (1 еп. 2008)                  |
| Срђан Радивојевић       | Гвозденовић (1 еп. 2008)             |
| Исидора Рајковић        | Мати Анастасија (1 еп. 2008)         |
| Александра Ристић       | Милица (1 еп. 2008)                  |
| Борко Сарић             | Устаник 2 (1 еп. 2008)               |
| Анђела Стаменковић      | Учитељица (1 еп. 2008)               |
| Миле Станковић          | (1 еп. 2008)                         |
| Ива Птрљић              | Емилија (1 еп. 2008)                 |
| Душица Новаковић        | Смиља (1 еп. 2015)                   |

Комплетна ТВ екипа  ▼
| Редитељ                   | Петар Станојловић         | (8 еп. 2007—2008)                          |
| Сценариста                | Зорица Цвијетић Тодоровић | (1 еп. 2008)                               |
| Сценариста                | Наташа Дракулић           | (2 еп. 2007—2008)                          |
| Сценариста                | Маса Филиповић            | (1 еп. 2008)                               |
| Сценариста                | Даница Пајовић            | (1 еп. 2008)                               |
| Сценариста                | Петар Станојловић         | (4 еп. 2007—2008)                          |
| Сценариста                | Љубинка Стојановић        | (1 еп. 2008)                               |
| Продуцент                 | Слободан Стојичић Леши    | продуцент (2 еп. 2008)                     |
| Продуцент                 | Слободан Стојчић          | продуцент (1 еп. 2008)                     |
| Композитор                | Соња Калајић              | (4 еп. 2008)                               |
| Композитор                | Васил Хаџиманов           | (1 еп. 2007)                               |
| Композитор                | Бојан Ивковић             | (1 еп. 2007)                               |
| Композитор                | Јелена Банковић           | (1 еп. 2008)                               |
| Композитор                | Владимир Грајић           | (1 еп. 2008)                               |
| Композитор                | Исидора Мирковић          | (1 еп. 2008)                               |
| Композитор                | Владимир Пејковић         | (1 еп. 2008)                               |
| Композитор                | Раде Радивојевић          | (1 еп. 2008)                               |
| Композитор                | Александар Симић          | (1 еп. 2008)                               |
| Директор фотографије      | Зоран Синђелић            | (5 еп. 2007—2008)                          |
| Mонтажер                  | Ненад Џодић               | (8 еп. 2007—2008)                          |
| Сценограф                 | Мирослава Андрејевић      | (5 еп. 2007—2008)                          |
| Уметнички директор        | Станко Веселиновић        | (3 еп. 2008)                               |
| Костимограф               | Сузана Глигоријевић       | (5 еп. 2007—2008)                          |
| Одсек за шминку           | Оливера Перић             | шминкерка (3 еп. 2008)                     |
| Одсек за шминку           | Маја Живковић             | шминкерка (3 еп. 2008)                     |
| Одсек за шминку           | Љубица Дзуниц             | шминкерка (1 еп. 2008)                     |
| Одсек за шминку           | Сека Јаковљевић           | шминкерка (1 еп. 2008)                     |
| Менаџер продукције        | Душанка Пекић             | вођа снимања (3 еп. 2008)                  |
| Менаџер продукције        | Данко Рапајић             | директор филма (3 еп. 2008)                |
| Помоћник режије           | Александар Антић          | помоћник редитеља (3 еп. 2008)             |
| Помоћник режије           | Силвана Ђулић             | помоћник редитеља (3 еп. 2008)             |
| Одсек за звук             | Велибор Хајдуковић        | ре—миксер (3 еп. 2008)                     |
| Одсек за звук             | Бојан Ковачевић           | тон мајстор (3 еп. 2008)                   |
| Одсек за звук             | Срђан Бајски              | микроман (2 еп. 2008)                      |
| Одсек за звук             | Небојша Зорић             | ре—миксер (2 еп. 2008)                     |
| Одсек за звук             | Владимир Миливојевић      | микроман (1 еп. 2008)                      |
| Одсек за звук             | Небојша Драгићевић        | Дизајнер тона (1 еп. 2015)                 |
| Специјални ефекти         | Зоран Гојковић            | пиротехничар (1 еп. 2008)                  |
| Специјални ефекти         | Дејан Трбовић             | пиротехничар (1 еп. 2008)                  |
| Одсек за камеру и расвету | Драган Ивановић           | вођа расвете (8 еп. 2007—2008)             |
| Одсек за камеру и расвету | Љубомир Петрис            | (3 еп. 2007—2008)                          |
| Одсек за камеру и расвету | Драган Ивковић            | техничар за осветљење (3 еп. 2008)         |
| Одсек за камеру и расвету | Мирко Јовановић           | сценски радник (3 еп. 2008)                |
| Одсек за камеру и расвету | Ђура Кокотовић            | техничар за расвету (3 еп. 2008)           |
| Одсек за камеру и расвету | Богдан Перишић            | сценски радник (3 еп. 2008)                |
| Одсек за камеру и расвету | Далибор Станковић         | пратилац камере (3 еп. 2008)               |
| Одсек за камеру и расвету | Петар Вујанић             | први асистент сниматеља (3 еп. 2008)       |
| Одсек за камеру и расвету | Дарко Беловуковић         | техничар за осветљење (2 еп. 2008)         |
| Одсек за камеру и расвету | Милорад Мицић             | техничар за осветљење (2 еп. 2008)         |
| Одсек за камеру и расвету | Немања Мицић              | помоћник техничара за расвету (2 еп. 2008) |
| Одсек за камеру и расвету | Ненад Павловић            | фотограф (2 еп. 2008)                      |
| Одсек за камеру и расвету | Душан Рашковић            | сниматељ (2 еп. 2008)                      |
| Одсек за камеру и расвету | Момчило Грковић           | сценски радник (1 еп. 2008)                |
| Одсек за камеру и расвету | Раде Јанићијевић          | техничар за осветљење (1 еп. 2008)         |
| Одсек за камеру и расвету | Милан Јевтовић            | сценски радник (1 еп. 2008)                |
| Одсек за камеру и расвету | Живојин Костић            | сценски радник (1 еп. 2008)                |
| Одсек за камеру и расвету | Милош Новаковић           | сценски радник (1 еп. 2008)                |
| Одсек за камеру и расвету | Милош Новаковић           | сценски радник (1 еп. 2008)                |
| Одсек за камеру и расвету | Златко Стаменковић        | техничар за осветљење (1 еп. 2008)         |
| Одсек за камеру и расвету | Милош Степић              | сниматељ (1 еп. 2008)                      |
| Одсек за камеру и расвету | Игор Трипковић            | сценски радник (1 еп. 2008)                |
| Одсек за костим           | Ирина Митриновић          | асистент костимографа (3 еп. 2008)         |
| Одсек за костим           | Светлана Милосављевић     | гардеробер (2 еп. 2008)                    |
| Одсек за костим           | Милица Томашевић          | гардеробер (2 еп. 2008)                    |
| Одсек за костим           | Славко Ђачић              | гардеробер (1 еп. 2008)                    |
| Одсек за монтажу          | Тијана Здравковић         | графички уредник (3 еп. 2008)              |
| Музички одсек             | Жељко Вељковић            | музички продуцент (1 еп. 2007)             |
| Музички одсек             | Александар Симић          | цомпосер: тхеме мусиц (1 еп. 2008)         |
| Остала екипа              | Тијана Здравковић         | дизајнер титла (3 еп. 2008)                |
| Остала екипа              | Славица Живковић          | секретар режије (3 еп. 2008)               |
| Остала екипа              | Милета Михајловић         | финансијски организатор (2 еп. 2008)       |
| Остала екипа              | Миодраг Гаталовић         | технички саветник (1 еп. 2008)             |
| Остала екипа              | Миомир Гаталовић          | технички саветник (1 еп. 2008)             |
| Остала екипа              | Радован Кнежевић          | лектор (1 еп. 2008)                        |